# Un abismo en el cielo
Un abismo en el cielo (título original en inglés: "A Deepness in the Sky") es una novela de ciencia ficción escrita por Vernor Vinge en 1999. Fue nominada al premio Nébula ese mismo año, y galardonada con el premio Hugo en el año 2000.
La novela podría considerarse una precuela de Un fuego sobre el abismo, escrita por el mismo autor en 1992 y también galardonada con el premio Hugo, pues a pesar de que la trama se sitúa 2.000 años antes, comparte el mismo universo coherente e incluso uno de sus personajes principales.
La versión traducida al castellano fue publicada por En la colección Nova de Ediciones B (ISBN 978-84-666-0862-6) en el año 2002.

## Argumento
La novela trata sobre el encuentro con una civilización extraterrestre de seres con aspecto de arañas y tecnología pre-espacial. El planeta en el que habitan orbita sobre una estrella llamada On/Off, que debido a un desarrollo anómalo, se "apaga" en ciclos regulares, obligando a los habitantes del planeta a hibernar durante largos periodos de 200 años.
Dos civilizaciones humanas envían sendas naves al encuentro de la civilización de las "arañas", produciéndose un conflicto entre ellas debido a lo distinto de su filosofía. Paralelamente, la trama se narra también desde el punto de vista de los alienígenas, sumidos en sus propios problemas internos.